# Tyrese Spicer
Tyrese Spicer (Trincity, 4 dicembre 2000) è un calciatore trinidadiano, attaccante del Toronto FC e della nazionale trinidadiana.

## Carriera

### Club
Ha iniziato a giocare a calcio in patria con il Trincity Nationals per poi proseguire con il Central FC. Nel 2020 si è iscritto alla Lipscomb University, con cui ha giocato con la formazione locale dei Lipscomb Bisons. Nel periodo universitario ha giocato in USL League Two con i Tennessee SC nel 2022 e con i Des Moines Menace nel 2023.
Nel SuperDraft MLS del 2024 è stato selezionato dal Toronto FC ed il 17 marzo ha debuttato in MLS nell'incontro perso 2-1 contro il New York City. Una settimana dopo ha segnato il suo primo gol nel successo per 2-0 sull'Atlanta United.

### Nazionale
Il 18 marzo 2025 ha ricevuto la prima convocazione con la nazionale trinidadiana ed il 21 marzo ha fatto il suo esordio nell'incontro di qualificazione per la CONCACAF Gold Cup vinto per 1-2 in casa di Cuba.

## Statistiche

### Presenze e reti nei club
Statistiche aggiornate al 21 marzo 2025.
| Stagione        | Squadra           | Campionato      | Campionato | Campionato | Coppe nazionali | Coppe nazionali | Coppe nazionali | Coppe continentali | Coppe continentali | Coppe continentali | Altre coppe | Altre coppe | Altre coppe | Totale | Totale | Totale |
| Stagione        | Squadra           | Comp            | Pres       | Reti       | Comp            | Pres            | Reti            | Comp               | Pres               | Reti               | Comp        | Pres        | Reti        | Pres   | Reti   |        |
| --------------- | ----------------- | --------------- | ---------- | ---------- | --------------- | --------------- | --------------- | ------------------ | ------------------ | ------------------ | ----------- | ----------- | ----------- | ------ | ------ | ------ |
| 2022            | Tennessee SC      | USL2            | 10         | 3          | USCup           | 0               | 0               | -                  | -                  | -                  | -           | -           | -           | 10     | 3      |        |
| 2023            | Des Moines Menace | USL2            | 8          | 1          | USCup           | 0               | 0               | -                  | -                  | -                  | -           | -           | -           | 8      | 1      |        |
| 2024            | Toronto FC        | MLS             | 19         | 2          | CC              | 1               | 1               | -                  | -                  | -                  | LC          | 0           | 0           | 20     | 3      |        |
| 2025            | Toronto FC        | MLS             | 3          | 0          | CC              | 0               | 0               | -                  | -                  | -                  | LC          | 0           | 0           | 3      | 0      |        |
| Totale carriera | Totale carriera   | Totale carriera | 40         | 6          |                 | 1               | 1               |                    | -                  | -                  |             | -           | -           | 41     | 7      |        |

### Cronologia presenze e reti in nazionale
| Cronologia completa delle presenze e delle reti in nazionale ― Trinidad e Tobago | Cronologia completa delle presenze e delle reti in nazionale ― Trinidad e Tobago | Cronologia completa delle presenze e delle reti in nazionale ― Trinidad e Tobago | Cronologia completa delle presenze e delle reti in nazionale ― Trinidad e Tobago | Cronologia completa delle presenze e delle reti in nazionale ― Trinidad e Tobago | Cronologia completa delle presenze e delle reti in nazionale ― Trinidad e Tobago | Cronologia completa delle presenze e delle reti in nazionale ― Trinidad e Tobago | Cronologia completa delle presenze e delle reti in nazionale ― Trinidad e Tobago |
| Data                                                                             | Città                                                                            | In casa                                                                          | Risultato                                                                        | Ospiti                                                                           | Competizione                                                                     | Reti                                                                             | Note                                                                             |
| -------------------------------------------------------------------------------- | -------------------------------------------------------------------------------- | -------------------------------------------------------------------------------- | -------------------------------------------------------------------------------- | -------------------------------------------------------------------------------- | -------------------------------------------------------------------------------- | -------------------------------------------------------------------------------- | -------------------------------------------------------------------------------- |
| 21-3-2025                                                                        | Santiago di Cuba                                                                 | Cuba                                                                             | 1 – 2                                                                            | Trinidad e Tobago                                                                | Qual. Gold Cup 2025                                                              | -                                                                                | 46’                                                                              |
| 25-3-2025                                                                        | Couva                                                                            | Trinidad e Tobago                                                                | 4 – 0                                                                            | Cuba                                                                             | Qual. Gold Cup 2025                                                              | -                                                                                | 80’                                                                              |
| 7-6-2025                                                                         | Port of Spain                                                                    | Trinidad e Tobago                                                                | 6 – 2                                                                            | Saint Kitts e Nevis                                                              | Qual. Mondiali 2026                                                              | -                                                                                |                                                                                  |
| 11-6-2025                                                                        | San José                                                                         | Costa Rica                                                                       | 2 – 1                                                                            | Trinidad e Tobago                                                                | Qual. Mondiali 2026                                                              | -                                                                                |                                                                                  |
| 19-6-2025                                                                        | Houston                                                                          | Trinidad e Tobago                                                                | 1 – 1                                                                            | Haiti                                                                            | Gold Cup 2025 - 1° turno                                                         | -                                                                                | 87’                                                                              |
| Totale                                                                           |                                                                                  | Presenze                                                                         | 5                                                                                |                                                                                  | Reti                                                                             | 0                                                                                |                                                                                  |